# Blepephaeus porosus
Blepephaeus porosus är en skalbaggsart som beskrevs av Stefan von Breuning 1950. Blepephaeus porosus ingår i släktet Blepephaeus och familjen långhorningar.
Artens utbredningsområde är Burma. Inga underarter finns listade.